# Хапхал (ущелина)

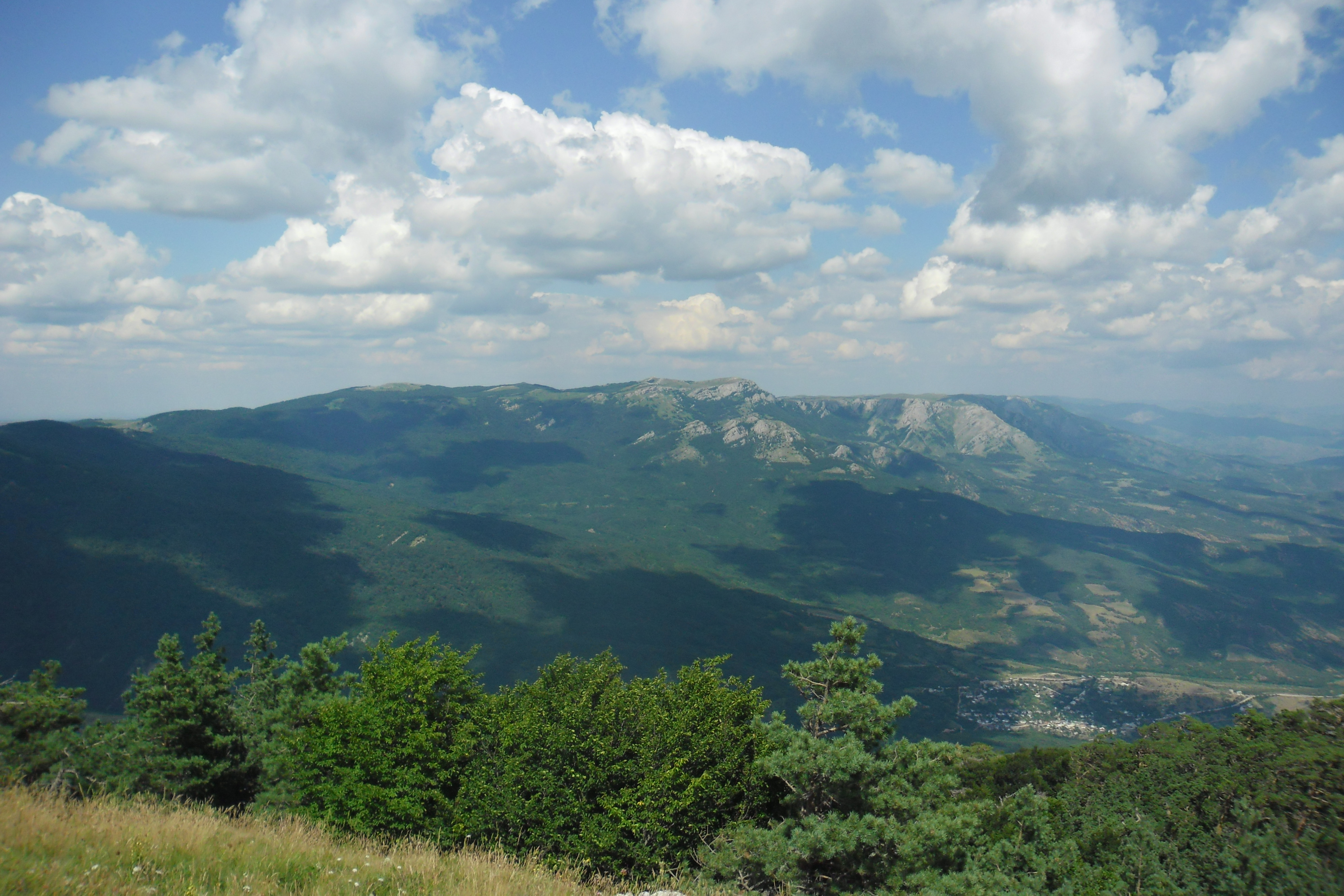
Панорама Хапхала з Демерджі.

Хапхал, Хоб-Хал — крута лісиста ущелина у верхів'ях річки Східний Улу-Узень, Крим, Україна. В ущелині — каскад водоспадів, найвідоміший з яких — Джур-Джур. Ущелина знаходиться між Тирке-яйлою та Демерджі-яйлою. В ущелині — село Генеральське.

## Галерея

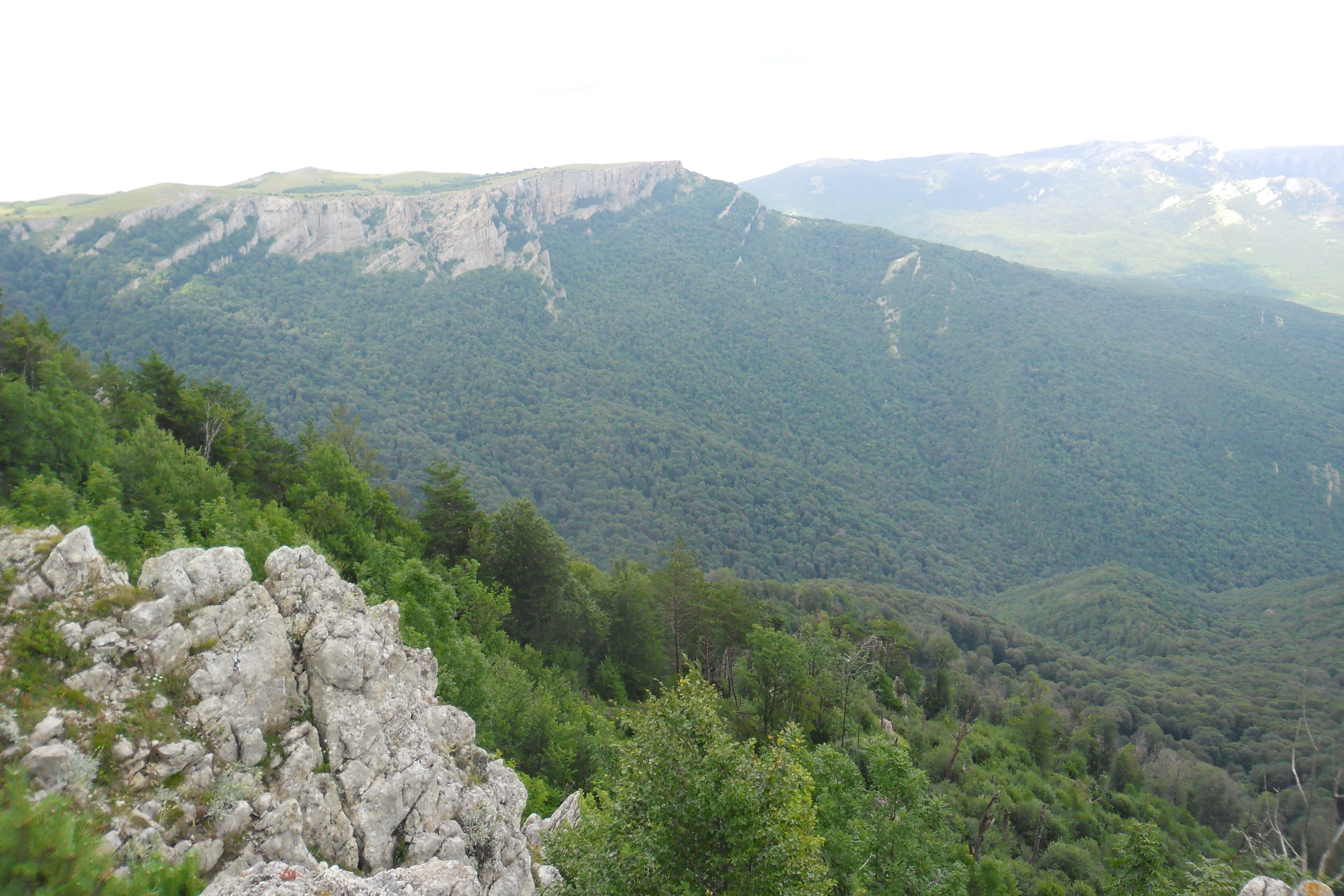
Вид на Хапхал з Демерджі
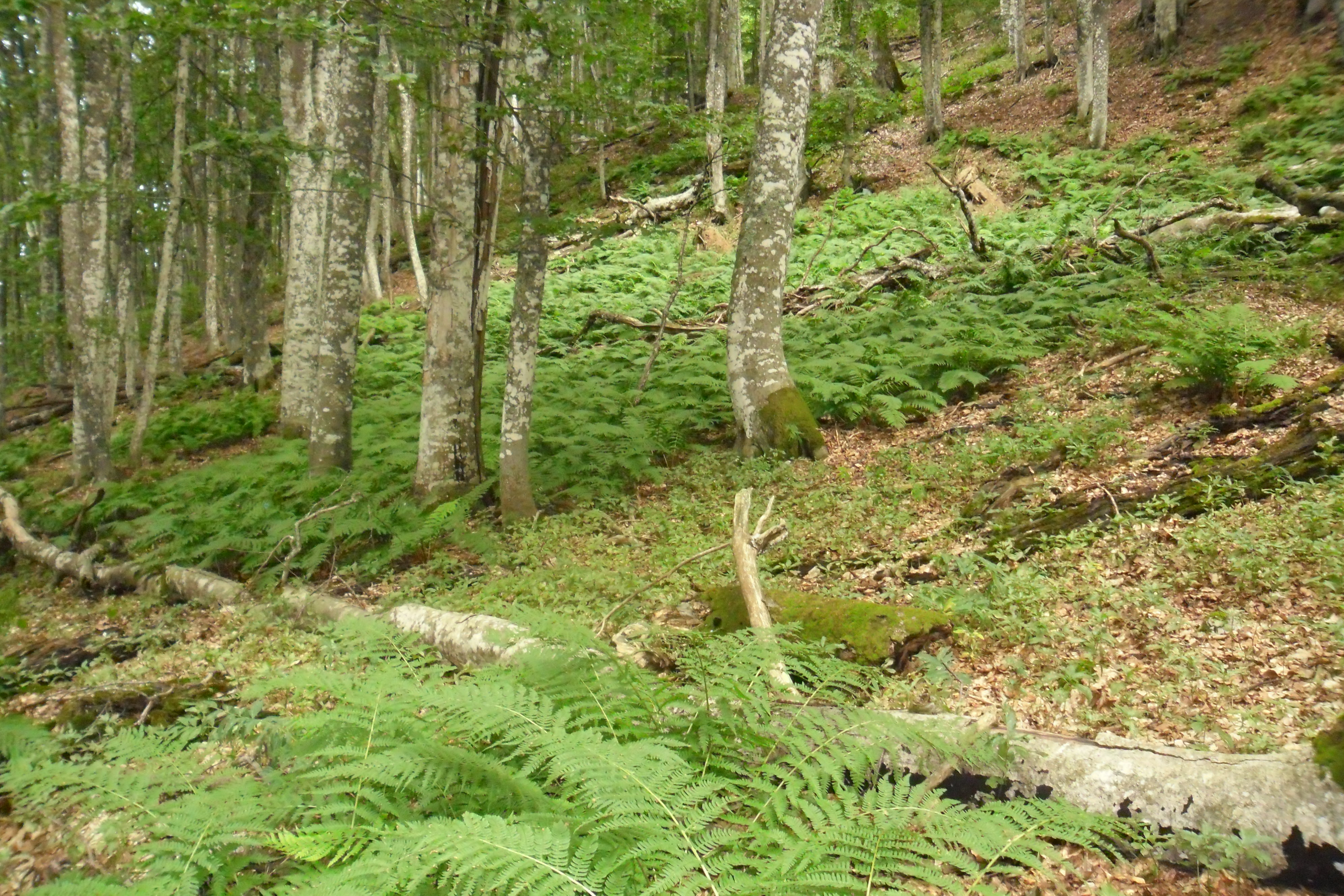
Зарослі папороті у  передверхів'ї
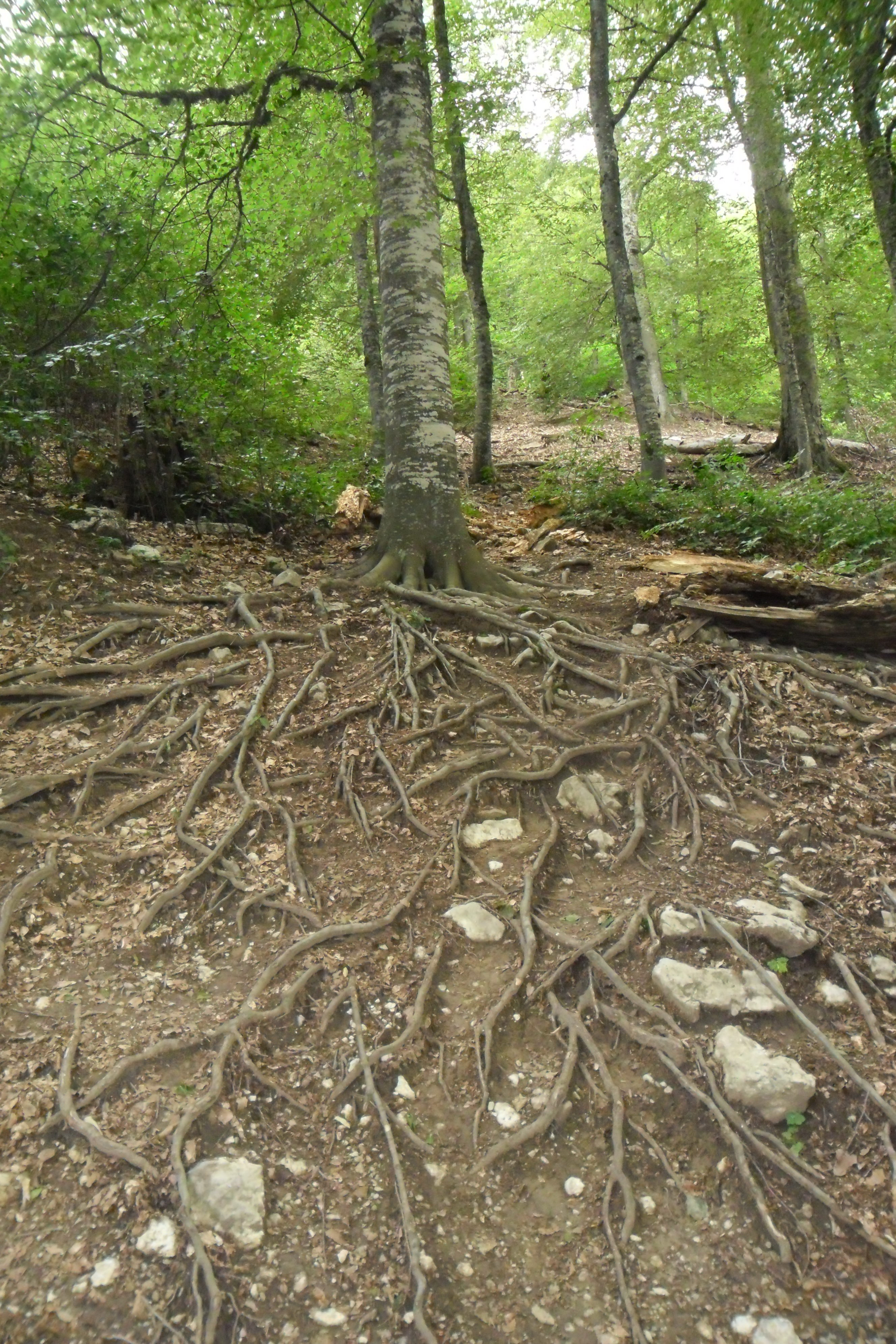
Розмита коренева система дерева. Схили Хапхала.
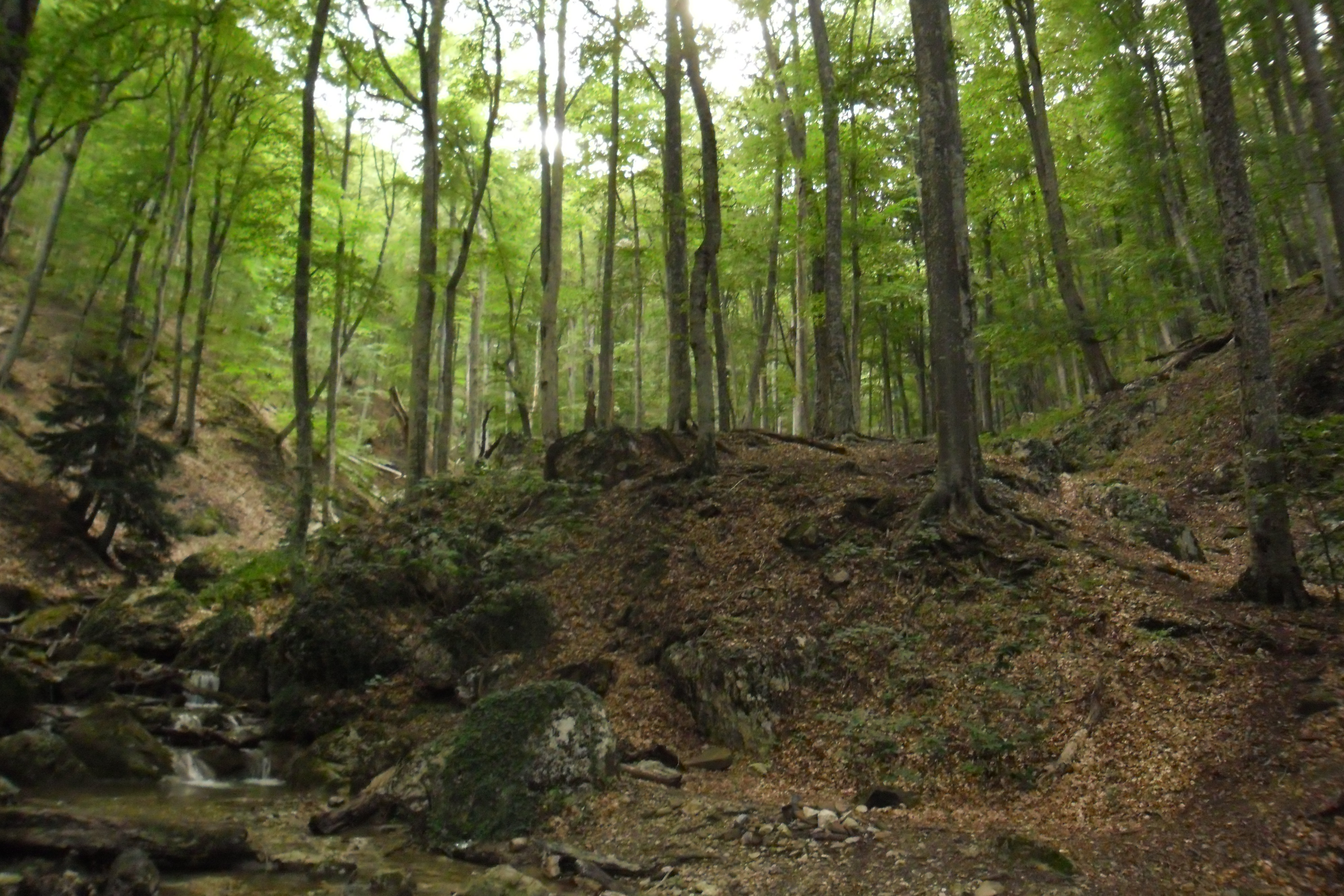
Ліс Хапхала
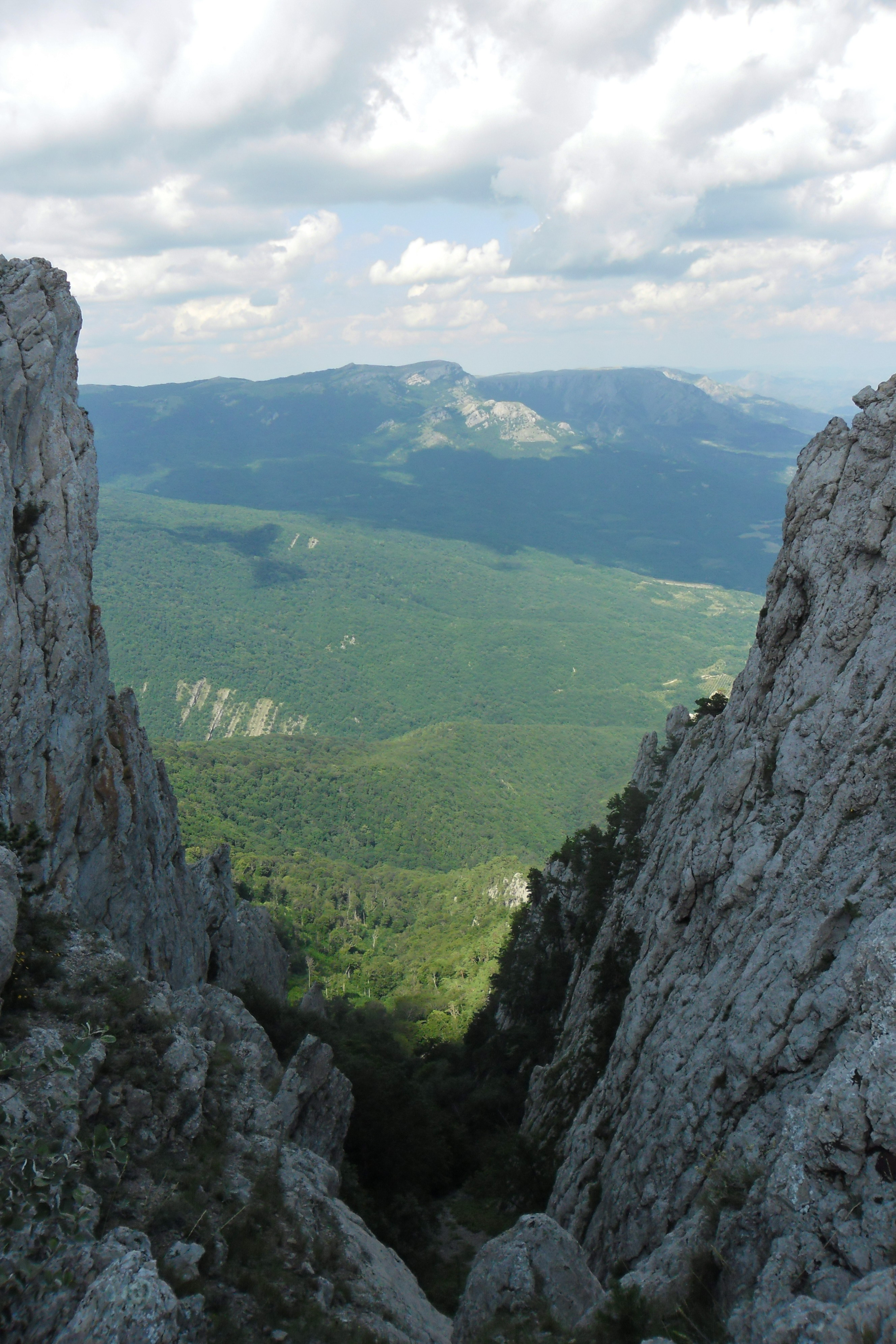
Вид на Хапхал зі скель Демерджі
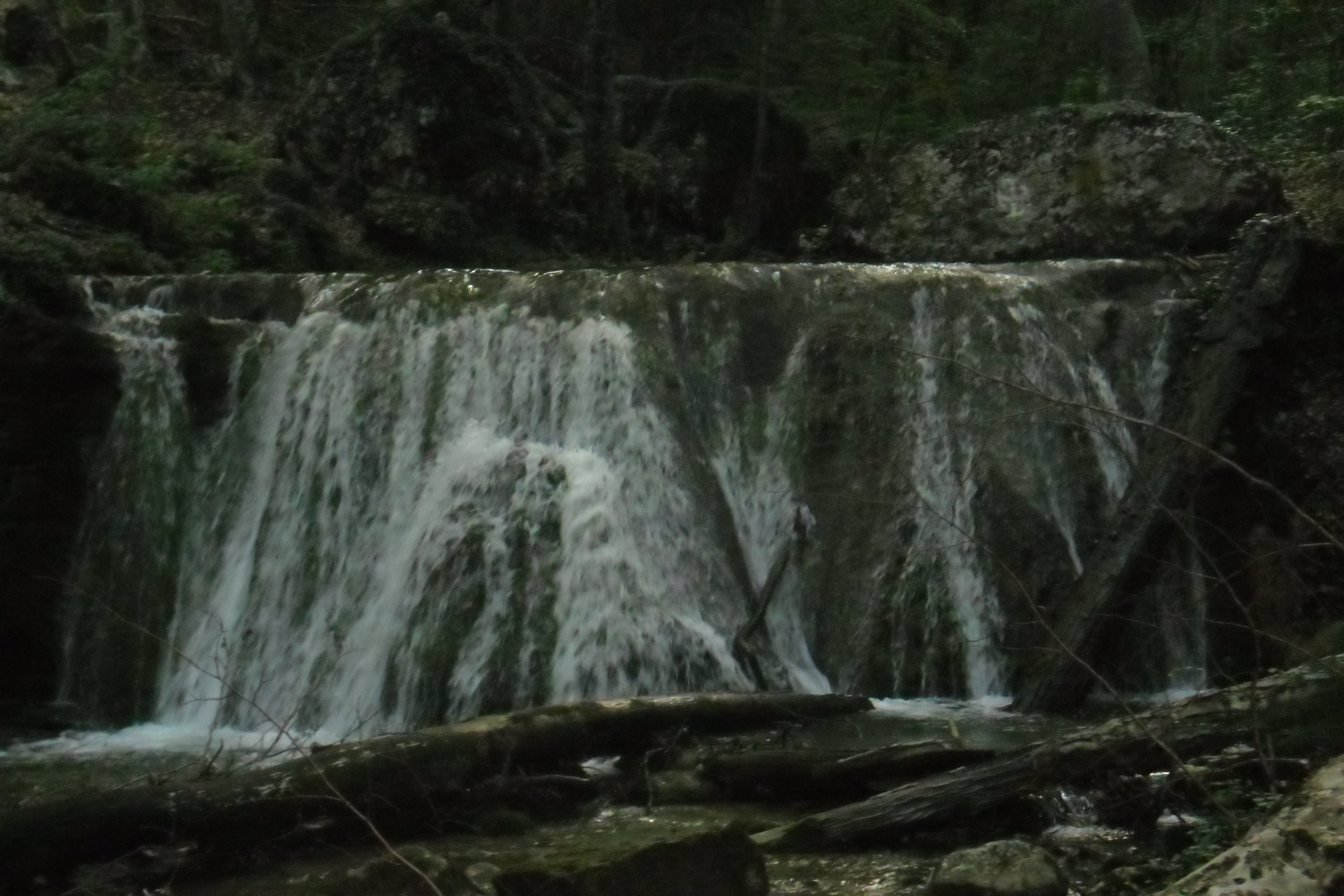
Водоспад "Стіна води"
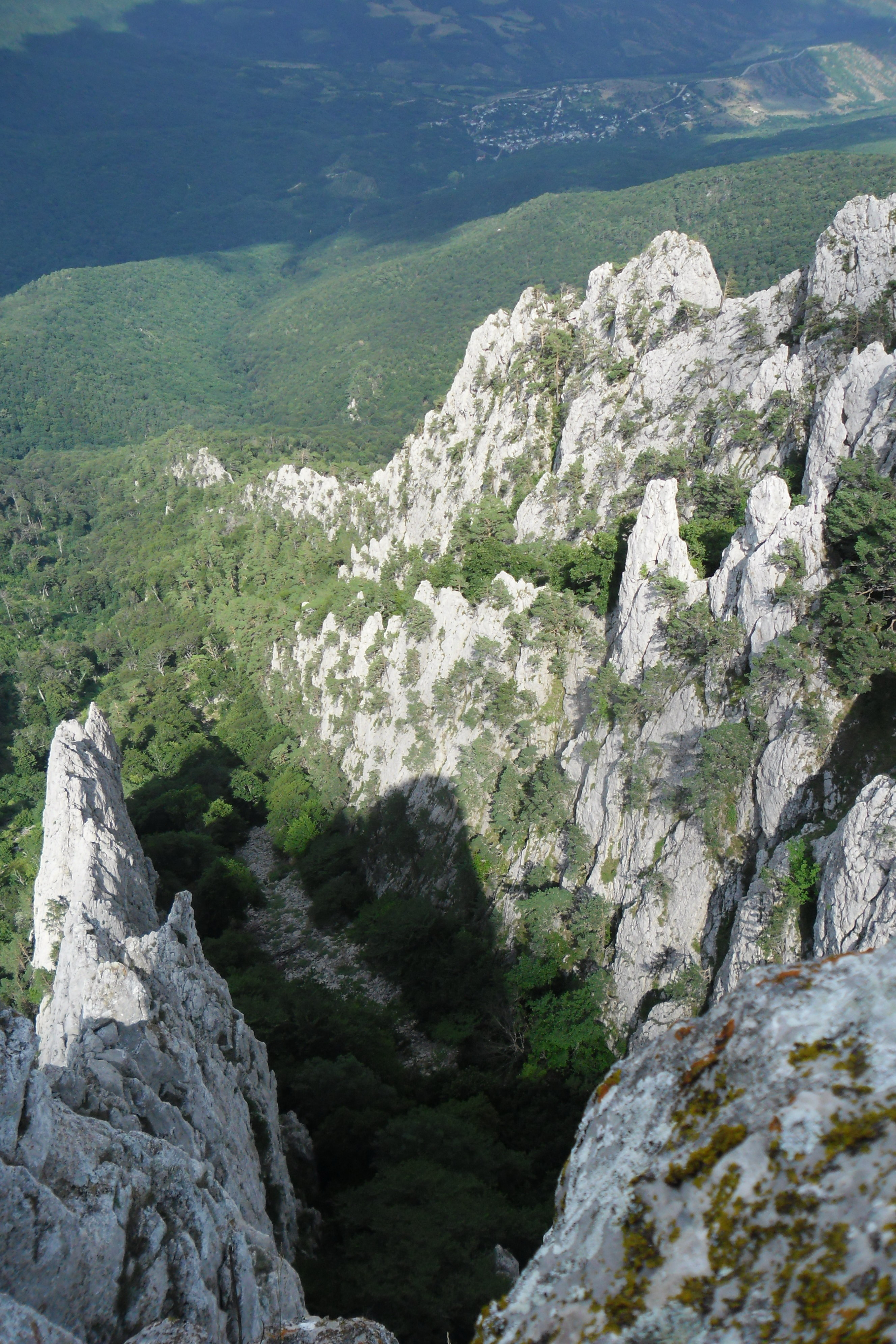
Вид на Хапхал зі скель Демерджі
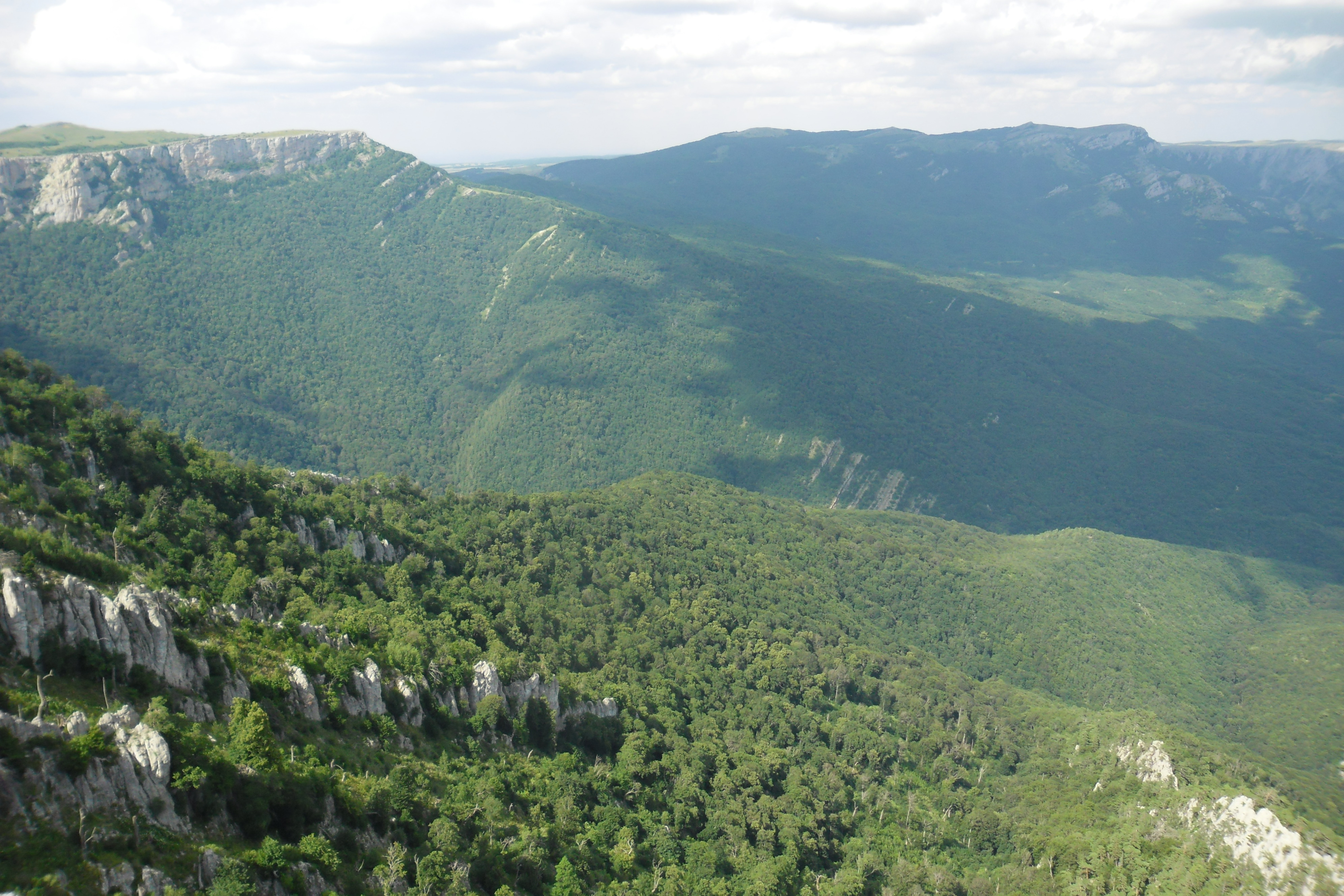
Панорама Хапхала з Демерджі
Хапхал. Верхів'я.
Спуск в урочище Хапхал.
Хапхальська стежка йде по дну ущелини.
Східний схил Хапхала з Тирке-яйли.
Західний схил Хапхала з Демерджі-яйли.